# Hermann Kestner

Hermann Kestner

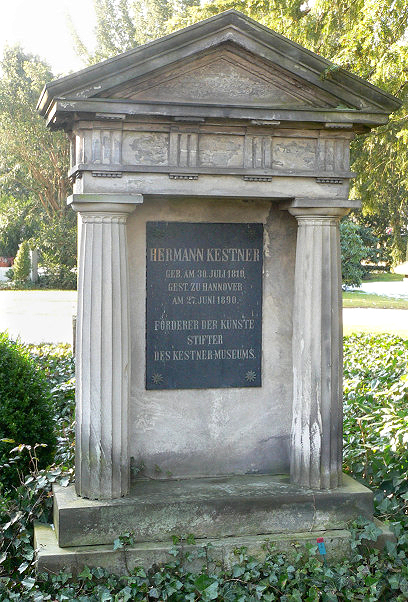
Grabmal auf dem Stadtfriedhof Engesohde in Hannover

Hermann August Kestner (* 30. Juli 1810 in Hannover; † 27. Juni 1890 ebenda) war ein deutscher Sammler von Musikhandschriften und Komponist aus der Familie Kestner und begründete das Kestner-Museum in Hannover.

## Leben
Die Familie Kestner gehörte im 18. und 19. Jahrhundert zu den sogenannten hübschen Familien. Hermann wurde als Sohn des Archivrats und Privatbankiers Georg Kestner, dem ältesten Sohn von Johann Christian Kestner und seiner Frau Charlotte Buff, die als Goethes Lotte in Die Leiden des jungen Werther berühmt wurde, geboren. 1829 begann er sein Jurastudium an der Universität Göttingen und setzte sein Studium ab 1831 an der Universität Heidelberg fort. Er war Mitglied der Corps Hannovera (1830) und Guestphalia Heidelberg (1831).
Als Komponist schuf Kestner unter anderem Lieder der Goethezeit.
Als Nachlassverwalter stellte er die reiche Sammlung von Antiken seines Onkels August Kestner und drei Jahre später auch den Nachlass seines Vaters Georg Kestner 1884 der Stadt Hannover zur Verfügung, die damit den Grundbestand zur Begründung des Kestner-Museums erhielt. Außerdem stiftete er 100.000 Reichsmark zum Bau dieses Museum Kestnerianum. Die bedeutende Autografensammlung seines Vaters vermachte sein ältester Bruder Georg allerdings der Universitätsbibliothek Leipzig. Die handschriftlichen Notensammlungen Hermann Kestners und seines Onkels August befinden sich heute in der Stadtbibliothek Hannover. Die italienische Gemäldesammlung Augusts ist im Niedersächsischen Landesmuseum untergebracht. Die Bibliothek der Familie, die mehrere Tausend Bände umfasste, ist im Zweiten Weltkrieg fast vollständig verbrannt. Umfangreiche Tagebücher, Briefe und andere Schriften der Familie werden im Stadtarchiv Hannover aufbewahrt.
Kestner wurde Ehrenbürger der Stadt Hannover und erhielt ein Ehrengrab auf dem Stadtfriedhof Engesohde.